# Relámpago (P-43)
El Relámpago (P-43) es un patrullero de altura de la Armada Española y el tercero de los Buques de Acción Marítima construidos, además de ser el noveno de los buques de la Armada Española en recibir dicho nombre.

## El buque
El Relámpago (P-43) es el tercero de los BAM, buques modulares adaptados a distintos propósitos sobre una base común, y pertenece en concreto al tipo patrullero de altura, al igual que el Meteoro, cabeza de su clase, y el Rayo.

## Historial

### Construcción y entrega
Fue puesto sobre la grada del astillero de San Fernando-Puerto Real el 17 de diciembre de 2009, desde donde fue botado el miércoles  6 de octubre de 2010, amadrinado por Rosa Mosquera Pérez, esposa del jefe del estado mayor de la Armada, el almirante general Manuel Rebollo.
El lunes 6 de febrero de 2012 se produjo el acto de entrega a la armada del tercer Buque de Acción Marítima "Relámpago" en la Base Naval de Rota, presidida por el ministro de Defensa, Pedro Morenés, y por el Almirante Jefe de Estado Mayor de la Armada, almirante general Manuel Rebollo.

### Década de 2010

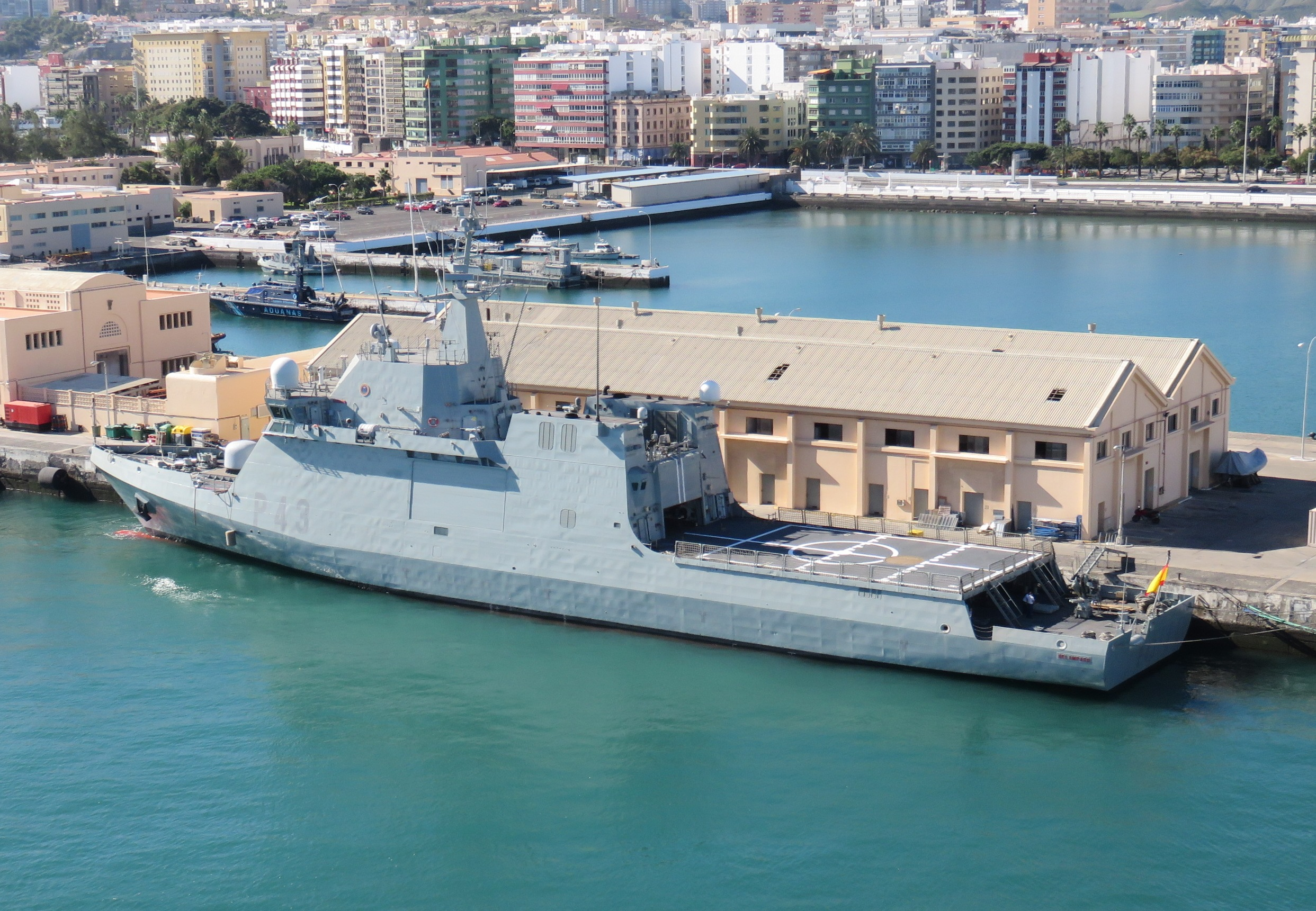
Vista aérea del Relámpago (P-43) en 2015.

Tras realizar un periodo de adiestramiento y certificación, se decidió su despliegue en la Operación Atalanta de lucha contra la piratería en aguas del Océano Índico. Zarpó desde la base naval de Rota el 17 de agosto de 2012 con 81 personas a bordo entre dotación, tripulación y personal de apoyo del helicóptero SH60B embarcado e infantes de marina. El 8 de septiembre, auxilió a 68 personas que se encontraban a la deriva en un esquife en aguas del golfo de Adén.
Tras su participación en la operaración Atalanta, participó en los ejercicios Ferocius falcon en aguas del Golfo Pérsico junto a representaciones de 23 países en el que se pusieron en práctica procedimientos de actuación en la gestión de desastres naturales y situaciones de crisis, haciendo escala en el Puerto de Doha, Catar, desde el 17 al 20 de noviembre.
Posteriormente entre noviembre de 2012 y febrero de 2013, fue desplegado en la costa africana con escalas en Seichelles, Mozambique, República Sudafricana, Namibia, Angola, Gabón, Nigeria, Costa de Marfil, Mauritania y Cabo Verde. En el transcurso de este despliegue, el 17 de enero de 2013, rescató al velero Le Poulais, que se encontraba a la deriva con el motor averiado y una vela dañada en aguas de Cabo Verde con dos estadounidenses y dos franceses a bordo, transfiriendo su remolque posteriormente a una patrullera de Cabo Verde. El Relámpago, arribó finalmente a su base en el Arsenal de Las Palmas el 1 de febrero de 2013.
El 18 de febrero de 2014, zarpó desde su base en Las Palmas para incorporarse durante 6 meses a la operación Atalanta de lucha contra la piratería en aguas de Somalia. Regresó a su base en Las Palmas el 14 de agosto de 2014.
El 9 de noviembre de 2014 participó en una operación al sur de las islas canarias, en la que se apresó a un velero de bandera checa, que transportaba 639 kg de cocaína.
El 15 de noviembre de 2014 participó en el operativo desplegado por la Armada Española para evitar que activistas del grupo Greenpeace que navegaban en zodiacs procedentes del Arctic Sunrise se acercaran al Rowan Renaissance, el buque perforador contratado por Repsol para realizar prospecciones petrolíferas en aguas de Canarias. En el transcurso de la operación cayó al mar y resultó herida por las hélices una activista italiana, que fue rescatada por la tripulación de la Armada, que procedió a su evacuación en helicóptero. al hospital Doctor Negrín de Las Palmas de Gran Canaria.
El 4 de octubre partió de nuevo desde Las Palmas de Gran Canaria rumbo al Océano Índico para incorporarse durante 5 meses a la operación Atalanta, siendo su tercer despliegue en la lucha contra la piratería. En diciembre rescató a dos supervivientes del hundimiento de un ferry que navegaba desde la provincia de Hadramout hacia la isla de Socotra, en Yemen.
Entre diciembre de 2018 y marzo de 2019, participó en la operación Atalanta, donde relevó al Castilla de lucha contra la piratería en aguas del océano Índico

### Década de 2020
En enero de 2020 fue enviado para participar en la búsqueda del pesquero hundido Rúa Mar, en aguas de Marruecos. En mayo de 2021 participó en un simulacro de choque entre un buque y un objeto semi-sumergido en el puerto de los cristianos de Tenerife el cual, como consecuencia del choque, el buque simulaba un vertido de combustible al mar, y se realizaba un taponamiento del casco para frenar el derrame.

## Materiales adicionales

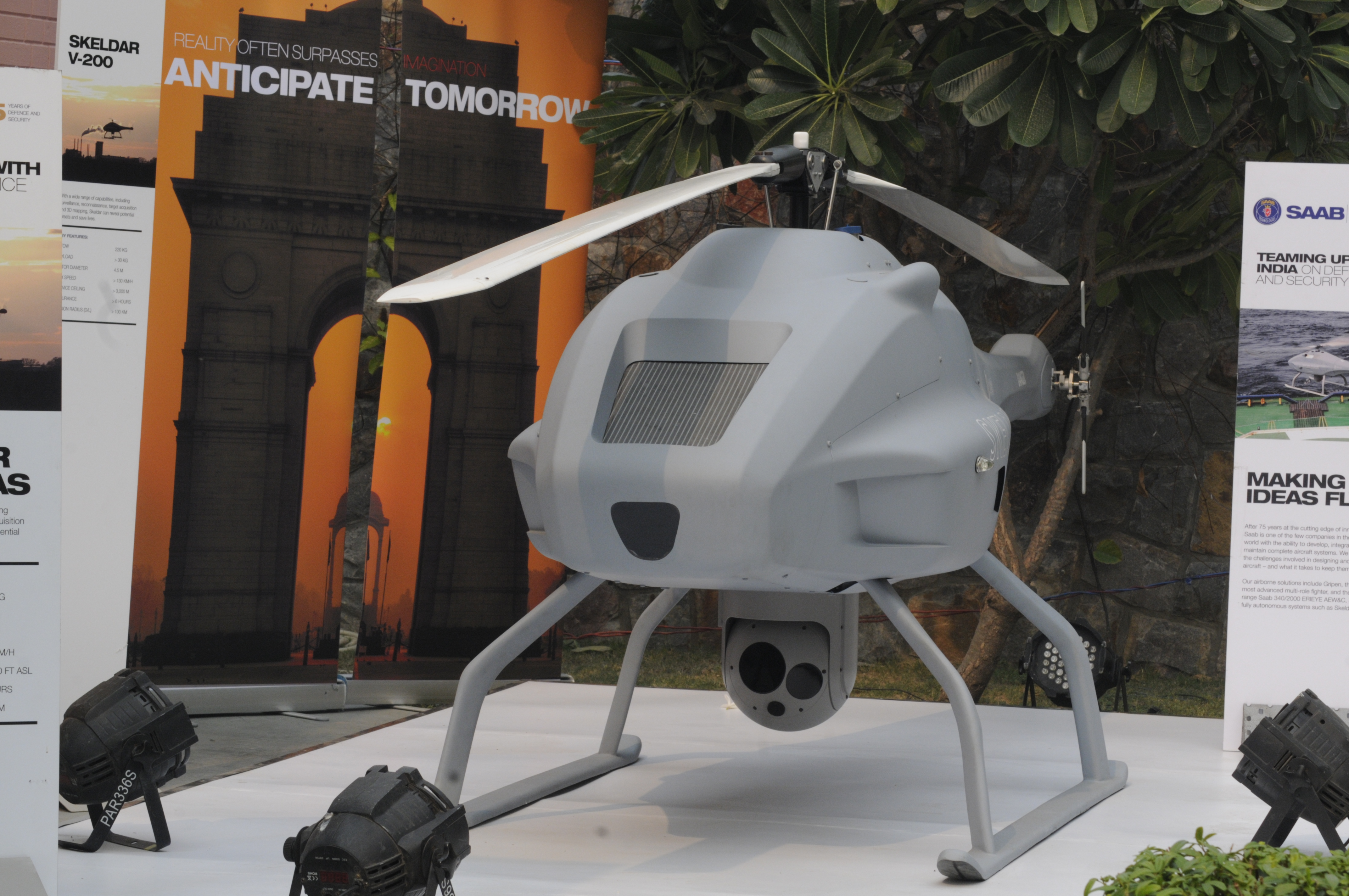
Saab Skeldar, en fase de prueba para equipar toda la clase

El dron helicóptero Saab Skeldar, del que se ha comprado un ejemplar, se está probando actualmente en el buque Relámpago, en fase de prueba para equipar toda la clase.

### Buques de la clase
- Meteoro (P-41)
- Rayo (P-42)
- Tornado (P-44)
- Audaz (P-45)
- Furor (P-46)